# Bahnhof Dodoma SGR
Dodoma SGR (Swahili Stesheni Kuu Dodoma ‚Dodoma Hauptbahnhof‘) ist der wichtigste Bahnhof in der tansanischen Hauptstadt Dodoma. Er wurde als Teil der normalspurigen Daressalam–Mwanza im Rahmen des Projekts Tanzania Standard Gauge Railway (SGR) errichtet. Der Bahnhof liegt rund 5,5 km südöstlich vom Stadtzentrum entfernt im Stadtteil Mkonze.

## Geschichte
In Dodoma wurde bereits mit der Tanganjikabahn ein zentrumsnaher Bahnhof gebaut. Im Juli 2024 wurde der außerhalb gelegene Bahnhof der SGR eröffnet.
Der Generaldirektor der Tanzania Railways Corporation schlug der Staatspräsidentin Samia Suluhu Hassan vor, den Bahnhof nach ihr zu benennen, die zustimmte.

## Bauwerk
Das Empfangsgebäude wurde der Natur der Dodoma umgebenden Halbwüste nachempfunden. Die Fassade besteht aus sandfarbenem Betonstein. Für das Dach wurden Materialien wie Glas und Aluminium verwendet. Im Inneren befinden sich Bahnsteigsperren, Fahrkartenschalter und -automaten sowie Einzelhandelsgeschäfte und gastronomische Betriebe. Das Gebäude geht in eine Bahnhofshalle über. Neben dem Empfangsgebäude wurde ein neues Hauptquartier der Tanzania Railways Corporation erbaut.

## Verkehr
Es verkehren täglich vier Zugpaare auf der Linie Dar es Salaam – Morogoro – Dodoma.
Der Bahnhof ist an das Daladala-Netz angeschlossen und wird zudem durch Bajaji und Bodabodas bedient. In Dodoma ist der Bau eines Mwendokasi-Netzes, ähnlich dessen in Daressalam, geplant. Die anderen Verkehrsstationen des Fernverkehrs der Hauptstadt, das Central Bus Terminal sowie der Flughafen, sind per Daladala erreichbar.